# Biotope City
Biotope City ist ein städteplanerisches und architektonisches Konzept der „Stadt als Natur“, das 2002 durch Helga Fassbinder mittels eines gleichnamigen internationalen Stadtplanungskongresses an der Technischen Universität Eindhoven präsentiert wurde. Das Konzept bezieht sich explizit auf hochverdichtete Städte und postuliert eine neue grüne Ästhetik für den Städtebau, die mit einer neuen Formensprache nicht nur Forderungen der Nachhaltigkeit berücksichtigt, sondern auch den Menschen Ausdrucksformen für ihre Sehnsucht nach Naturnähe bietet.

## Konzept
Das Konzept Biotope City begreift die Stadt als Natur, d. h. die Stadt wird als eine der diversen Ausprägungen von Natur beschrieben. Damit wird die herkömmliche Auffassung eines Stadt-Land-Gegensatzes als eine nicht mehr haltbare Vorstellung zurückgewiesen. Begründet wird dies mit empirischen Befunden, die ausweisen, dass die Biodiversität in Städten größer ist als auf dem Lande, das mit seiner Monokultur in weiten Teilen nur noch eine verarmte Form von Natur aufweist.
Biotope City geht aus von einer integralen Sicht auf Leben in seinen vielfältigen Formen als einem sich wechselseitig bedingenden System, dem auch der Mensch zugehört.
2004 errichtete Helga Fassbinder die Stiftung Biotope City, deren Ziel es ist, das Konzept Biotope City durch Publikationen, Vortragstätigkeit, Medienarbeit und Modellprojekte zu propagieren.
Seit 2006 gibt die Stiftung Biotope City zu diesem Zweck auch das Online-Journal Biotope City Journal heraus, an dem zahlreiche Fachleute verschiedener Disziplinen aus ganz Europa und den Vereinigten Staaten mitarbeiten. Das Journal enthält Artikel und Berichte in den Sprachen Deutsch, Französisch, Englisch und Niederländisch.

## Biotope City Wienerberg
Seit den frühen 2010er Jahren entwickelte die Stiftung Biotope City gemeinsam mit der Stadt Wien eine Neubebauung des ehemaligen Coca-Cola-Geländes beim Wienerberg im 10. Bezirk. Baubeginn war 2018. Es entstanden etwa 990 Wohnungen, davon 400 geförderte Wohnungen und 200 Smart-Wohnungen. Das neue Quartier mit dem Namen Biotope City Wienerberg wurde als „grüne“ Stadt umgesetzt, soll aber auch als „Stadtlabor, Forschungsraum und Experimentierfeld“ dienen. Das Quartier ist Teil der Internationalen Bauausstellung in Wien 2022. 